# کلیسای سنت آن، اورشلیم
کلیسای سنت آن یا قدیس حنه یا حنای مقدس (به انگلیسی: Church of Saint Anne)، (به فرانسوی: Eglise Sainte-Anne)، (به عبری: כנסיית סנטה אנה)، و (به لاتین: Ecclesia S. Anna) یک کلیسای کاتولیک رومی فرانسوی و جزو قلمرو فرانسه است که در ابتدای راه اندوه، در نزدیکی دروازه شیرها و کلیساهای فلژلاسیون و محکومیت، در محله مسلمان‌نشین شهر قدیم اورشلیم واقع شده‌است. سنگ‌های تیره داخلی و آکوستیک فوق‌العاده آن نمونه خوبی از معماری سده‌های میانه به‌شمار می‌رود.
این کلیسا در بیت‌المقدس شرقی قرار دارد که در اشغال اسرائیل است. بر پایه‌های آموزه‌های مسیحیت، گورابه کلیسا، خانه مریم مقدس (مادر عیسی مسیح) و والدین او بوده‌است.

## تاریخچه
پیشینه کلیسای سنت آن یا قدیس حنه به سال ۱۱۳۸ (میلادی) بر می‌گردد و یکی از بهترین نمونه کلیساهای به‌جامانده از دوره صلیبیون است. عبدالمجید یکم، پادشاه امپراتوری عثمانی به پاس قدردانی از حمایت فرانسه در جریان جنگ کریمه در سال ۱۸۵۶ (میلادی) آن را به ناپلئون سوم اهدا کرد. از آن هنگام تاکنون دولت فرانسه، مالک این کلیسا بوده است و بر پایه مقررات، امروزه این کلیسا بخشی از قلمرو فرانسه به‌شمار می‌رود.

## نگارخانه

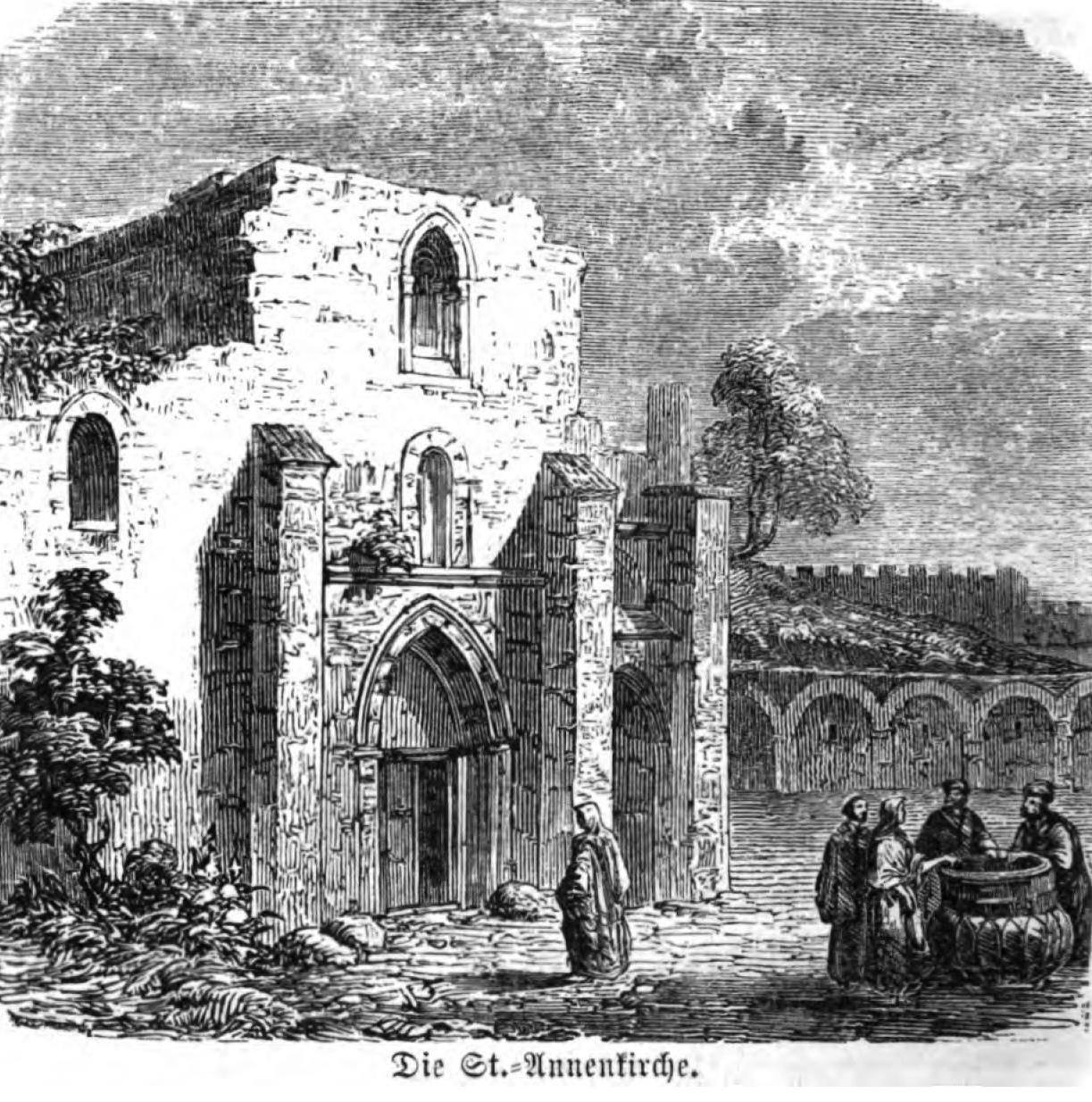
۱۸۶۲، فیلیپ وولف.
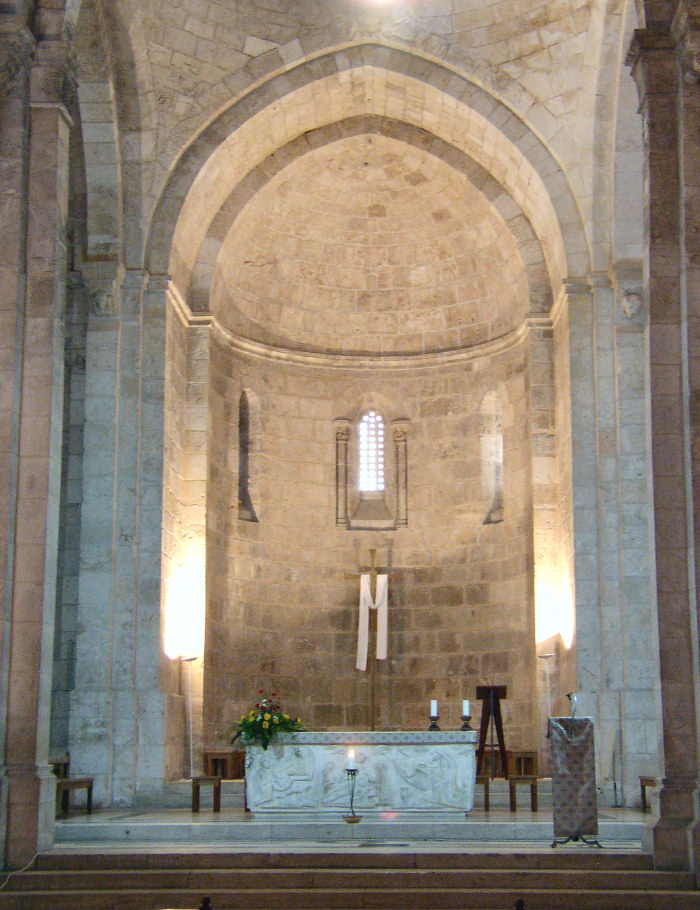
محراب اصلی